# Народження пар
Народження пар — у фізиці елементарних частинок зворотний до анігіляції процес, в якому виникають пари частинка-античастинка (реальні або віртуальні). Для появи реальної пари частинок закон збереження енергії вимагає, щоб енергія, витрачена в цьому процесі, перевищувала подвоєну масу частинки: {\displaystyle E_{p}=2mc^{2}.} Мінімальна енергія {\displaystyle E_{p},} необхідна для народження пари певного типу, називається порогом народження пар. Крім того, для народження реальної пари необхідне виконання інших законів збереження, застосовних до даного процесу. Так, законом збереження імпульсу заборонено народження в вакуумі реальної електрон-позитронної пари (або пари будь-яких інших масивних частинок) одним фотоном, оскільки одиничний фотон в будь-якій системі відліку несе скінченний імпульс, а електрон-позитронна пара в своїй системі центру мас має нульовий імпульс. Тому для народження пар необхідна присутність так званого третього тіла, якому передається імпульс фотона. Проте віртуальні пари будь-яких частинок можуть з'являтися і в такому процесі; зокрема, саме народження віртуальних пар у вакуумі зумовлює такі ефекти, як поляризація вакууму, лембів зсув рівнів або випромінювання Гокінга. У прискореній системі відліку віртуальна пара може звернутися в реальну (див. Ефект Унру).
Народження електрон-позитронних пар при взаємодії гамма-кванта з ядром є основним процесом втрати енергії гамма-квантів у речовині при енергіях понад 3 МеВ (при нижчих енергіях діють в основному комптонівське розсіювання і фотоефект, при енергіях, менших від Ep=1,022 МеВ народження пар взагалі відсутнє). Ймовірність народження пари в такому процесі пропорційна квадрату заряду ядра.
Народження електрон-позитронних пар гамма-квантами (у камері Вільсона, яка поміщена в магнітне поле для розділення треків електрона і позитрона) вперше спостерігали Ірен і Фредерік Жоліо-Кюрі в 1933, а також Патрік Блекетт, що отримав в 1948 за це і інші відкриття Нобелевську премію з фізики.